# 유량 (도양후)
유량(劉良, ? ~ ?)은 전한 후기의 제후로, 광천유왕의 아들이다.

## 행적
초원 원년(기원전 48년), 도후(桃侯)에 봉해졌다.
시호를 양(煬)이라 하였고, 작위는 아들 유창이 이었다.

## 출전
- 반고, 《한서》 권15하 왕자후표 下

| 선대 (64년 전) 유자위 | 전한의 도후 기원전 48년 ~ ? | 후대 아들 도공후 유창 |